# 臺灣舖地蜈蚣
臺灣舖地蜈蚣（學名：Cotoneaster konishii），又名小西氏栒子，栒子属高山植物，為臺灣特有種植物。
分布於中央山脈中高海拔一帶，在八通關也有發現其生育。1913年，日籍植物學家早田文藏命名，是以發現人小西成章於1902年採集到而命之，早於玉山舖地蜈蚣4年發現。就臺灣而言，它是舖地蜈蚣屬植物中最早被發現。
葉形似菱呈卵狀，葉長約2—9釐米，葉寬約1.5—4.5釐米。葉片未端由銳尖至漸尖，下表面密被曲毛。花色：白色。果形呈橢圓。

## 注解
1. ↑  注：「鋪」是常見的筆誤，正確寫法是由「舍」、「甫」兩字構成「舖」，因此臺灣鋪地蜈蚣並不是植物學界使用名稱。